# Derek B
Derek B, pseudonimo di Derek Boland (Londra, 15 gennaio 1965 – Londra, 15 novembre 2009), è stato un rapper britannico.

## Biografia
Nato come Derek Boland ad Hammersmith, Londra, da un'infermiera di Trinidad, Jenny Boland, è cresciuto a Woodford, un distretto a nord-est di Londra.
Fan di Rolling Stones, Aretha Franklin, Al Green e Bob Marley, cominciò a fare il disc-jockey a 15 anni, come membro di un'unità mobile che suonava nei locali di Londra. Successivamente cominciò a lavorare in radio per alcune stazioni pirata quali Kiss FM e LWR, prima di avviare con l'amico Tim Strudwick una propria stazione personale, la WBLS (da non confondere con l'omonima emittente radio di New York). Derek era considerato come uno dei migliori dj di Londra e lavorò con DJ Froggy, colui che è considerato il vero Maestro Jedi dei piatti. Fu durante questa collaborazione che Derek imparò l'arte del djing. Le domeniche al Bentley's, a Canning Town, sono tuttora considerate tra le migliori serate nella storia della cultura club di Londra. Derek fu anche uno dei dj originali al "Black Market" di Wag, insieme a Barry Sharp, Steve Jervier e Horace.
Nel 1987 firmò con la Music of Life di Simon Harris, con il ruolo di A&R (Artists and Repertoire), una specie di  talent scout. L'etichetta originariamente doveva produrre compilations di musica hip hop americana, ma a causa di mancanza di materiale e di denaro per acquistare nuove licenze, per permettere l'uscita del primo disco, Def Beats 1 (Music of Life, 1986), Boland intervenne direttamente registrando una traccia intitolata "Rock the Beat". Oltre a co-produrre il brano con Harris, nel brano Derek B si sdoppiò nella duplice figura di MC, con lo pseudonimo di EZQ ("easy q"), e di DJ, con il nome appunto di Derek B. Nascono così ufficialmente DJ Derek B ed MC EZQ, mentre la Music of Life, anziché pubblicare hip hop americano, si diede all'hip hop inglese. Nel suo ruolo di produttore firmò Mc Duke, Hijack e i Demon Boyz: in pratica tutta la musica dell'etichetta passava per la sua firma. Come artista, invece, Rock the Beat (Music of Life, 1987) uscì come singolo e fu seguito da altri due singoli, Ged Down e Goodgroove (Music of Life, 1988), che raggiunse la posizione numero 16 degli Official Singles Chart. Stiamo parlando di un'epoca in cui gli spettacoli rap erano ancora illegali e Kiss FM era ancora una stazione pirata... Derek B fu il primo rapper britannico a raggiungere il successo popolare, nonostante fosse criticato per rappare con accento americano (cosa per altro abituale ai tempi): fu il primo artista in assoluto ad apparire su Yo MTV Raps, un programma nato in Inghilterra e poi portato negli USA; e successivamente apparì nella trasmissione Top of the Pops della BBC Television in un'epoca in cui gli unici rappers ad essere stati invitati erano stati in precedenza Break Machine e Doug E. Fresh. Essendo di gran lunga il miglior rapper inglese, fu presto scritturato da Russel Simmons C.E.O. della "Rush Artist Management". In seguito avviò la Tuff Audio, Phonograms new Hip Hop imprint con la quale continuò a pubblicare singoli quali Bad Young Brother e Def B-Boy. Pubblicò il singolo Bullet From a Gun, che raggiunse anch'esso la posizione numero 16 della Official Singles Chart, e l'album omonimo (etichetta Tuff Audio, 1988), che fu disco d'argento e disco d'oro nel Regno Unito: un onore che condivideva con Run DMC, Public Enemy e Eric B and Rakim.  Il terzo ed ultimo singolo ad entrare in classifica fu We got The Juice, al 56º posto. 
Derek B era anche richiesto come produttore e remixer: ha remixato dischi per Curiosity Killed The Cat, Was not Was, Rob Base and DJ Easy Rock, Eric B and Rakim, Big Daddy Kane e Cookie Crew. A New York, dove nel frattempo si era trasfererita la sua famiglia, Derek conobbe il dj radiofonico Mr Magic, che suonò il suo disco assicurandogli una licenza di distribuzione negli USA. Il successo lo proiettò in una tournée mondiale proprio con Run DMC, Public Enemy e DJ Scratch. In seguito si esibì sul palco anche con LL Cool J, Fat Boys e Salt'n'Pepa. Partecipò anche al festival Free Nelson Mandela che si tenne a Wembley, l'unico artista rap dell'evento.
Nel 1988 ha collaborato anche alla stesura dell'inno del Liverpool, "Anfield Rap".
È morto per un attacco cardiaco a Londra, il 15 novembre 2009. La sua morte è stata resa pubblica il giorno successivo.

## Discografia
- 1988:  Bullet From a Gun (Tuff Audio) - UK numero 11

## Collegamenti
- Derek B Myspace page, su myspace.com.
- Guardian obituary, su guardian.co.uk.
- Heroes of UK Hip Hop - Derek B, su heroesofukhiphop.com (archiviato dall'url originale il 24 marzo 2008).